# Lactarius griseus
 Lactarius griseus is een paddenstoel uit de familie Russulaceae. 

## Kenmerken
De hoed is min of meer vaasvormig en tussen de 1,5 en 5 centimeter breed. In het midden zakt de hoed in en zit er een kegelvormige bult. De vezels van de hoed zijn grijs of violet-bruin. Het oppervlak heeft een grijze askleur en in het midden is de hoed donkerder gekleurd dan aan de zijkanten. In het begin is het vlees wit van kleur maar over tijd wordt dit vlees meer crème-kleurig. De lamellen zijn eveneens wit maar dit wit wordt na verloop van tijd bleker of bruingeel. De steel is gemiddeld tussen de 2 en 6,5 centimeter lang en tussen de drie en zes millimeter breed. De steel heeft dezelfde kleur als de hoed, met als verschil dat er aan de top van de steel een witte band loopt. De steel is hol, droog en kwetsbaar. Aan de basis is deze behaard.
De sporen zijn in sommige gevallen haast bolvormig maar in andere gevallen meer elliptisch van vorm en bevatten wratten. Ze zijn doorzichtig en bevatten wratten of ribbels. De sporen zijn ongeveer tussen de 7 en 8 micrometer lang en tussen de 6 en 7 micrometer breed. Dit is exclusief ornamenten die op de sporen kunnen zitten die ongeveer één micrometer hoog worden. De sporenafdruk heeft een bleekgele kleur. 
Doordat de paddenstoel erg klein is en vanwege de smaak heeft deze weinig waarde als voedsel. De jongere exemplaren hebben een vrij bittere smaak maar als ze ouder worden, wordt de smaak milder.

## Habitat
Lactarius griseus komt zowel alleenstaand, verspreid als in clusters voor en groeit op met mos bedekte boomstammen.

## Verspreiding
De paddenstoel komt met name voor in het oosten van Noord-Amerika.